# James Rosenquist
James Rosenquist (Grand Forks, North Dakota, 29 november 1933 – New York, 31 maart 2017) was een Amerikaans beeldend kunstenaar en belangrijke exponent van de popart.
Kenmerkend voor Rosenquist zijn de gigantische afmetingen van zijn werk en de aan reclame ontleende beeldtaal. Naast schilderijen op groot formaat maakte Rosenquist grafiek, collages en films.

## Beknopte biografie
- In 1956 maakte hij kennis met Robert Indiana, Jasper Johns, Ellsworth Kelly, Agnes Martin en Robert Rauschenberg.
- In 1962 had hij zijn eerste solo-expositie in galerie Green.
- Een jaar later maakte hij een wandschildering voor het New York State Pavilion, dat deel uitmaakte van de wereldtentoonstelling.
- In 1967 verhuisde James Rosenquist naar East Hampton.
- In 1968 had hij zijn eerste overzichtstentoonstelling, deze vond plaats in Ottawa in de National Gallery of Canada.
- In 1973 verhuisde hij naar de staat Florida waar hij sindsdien woont, sinds 1977 in het kleine vissersplaatsje Aripeka.
- In 1977 verwierf hij een gebouw van vijf verdiepingen in Chambers Street in Manhattan, New York en richtte het in als woonverblijf en studio.
- Op 25 april 2009 werden zijn werkplaatsen in Florida getroffen door een grote overslaande bosbrand waardoor al zijn schilderijen daar in vlammen opgingen.

## Tentoonstellingen (selectie)
- 2003 A Retrospective, Guggenheim Museum, New York
- 1993 Time Dust, James Rosenquist, Complete Graphics: 1962-1992, Walker Art Center, Minneapolis, Minnesota
- 1977 documenta, Kassel
- 1973 Stedelijk Museum, Amsterdam
- 1968 documenta, Kassel
- 1966 Louisiana Museum of Modern Art, Humlebæk, Denemarken

## Prijzen
Hij ontving verschillende onderscheidingen, waaronder in 1988 de Golden Plate Award van de American Academy of Achievement.